# Varazdat
Varazdat (armenisch Վարազդատ, lateinisch Varasdates; * 4. Jahrhundert) war ein König von Armenien, der als Statthalter für Rom das arsakidische Reich von 374 bis 378 regierte.

## Herkunft
Vasardates war der Neffe und Nachfolger des armenischen Königs Pap von Armenien, der das Königreich von 370 bis 374 regierte. Nach Angaben des Heiligen Mesrop, Historiker von Nerses I. dem Großen, war Varazdats Vater Anob von Armenien, während der Name seiner Mutter unbekannt ist. Sein Vater war ein Halbbruder von Pap väterlicherseits.
Nach der Geschichte Armeniens des Faustus von Byzanz (Buch 4, Kapitel 37) bezeichnet sich Varazdat selber als Neffe von Pap und der Historiker bestätigt seine Aussage. Folgerichtig war der Großvater väterlicherseits der arsakadische König Arschak II., der ebenfalls als römischer Statthalter von 350 bis 368 regierte. Der Name seiner Großmutter väterlicherseits ist ebenfalls unbekannt.

## Leben
Einige Zeit vor seiner Herrschaft nahm Varazdat an den Olympischen Spielen teil. Er wird oft als der letzte namentlich bekannte Sieger der Spiele betrachtet. Der Sieg des Varazdat wird in Geschichte Armeniens des Moses von Chorene erwähnt. Nachdem er als König von 374 bis 378 regierte, wird angenommen, dass sein Sieg in den 360er-Jahren lag. Varazdat ist der zweite bekannte armenische Teilnehmer an den Olympischen Spielen der Antike. Der erste war Tiridates III., bevor er zum armenischen König gekrönt wurde.
Nach der Ermordung seines Onkels Pap entsandte der römische Kaiser Valens Varazdat, der zu dieser Zeit in Rom lebte, nach Hause, um den armenischen Thron zu besteigen. Varazdat bestieg den Thron, während Musel Mamikonian Sparapet war. Der Sparapet war ein erblicher militärischer Rang, mit dem der Oberbefehl über die Truppen verbunden war. Im Jahr 378 ermordete Varazdat Musel Mamikonian. Die Stelle des Sparapet nahm sehr schnell Manuel Mamikonian, der Bruder des Ermordeten, ein. Manuel erhob seine Waffen gegen Varazdat, so dass dieser nach vier Jahren Regentschaft 378 aus Armenien fliehen musste. Varazdat begehrte daraufhin Asyl in Rom.
Valens verbannte ihn auf die Britischen Inseln. Vermutlich starb Varazdat dort im Exil. Ort und Datum seines Todes sind unbekannt.

## Familie
Obwohl es keine antiken Quellen gibt, die eine Heirat oder Kinder bezeugen könnten, wird Varazdat in modernen Genealogien als Vater von Khosrov IV. und Wramshapuh geführt.

## Olympische Ehren
Auf Initiative des Armenischen Olympischen Komitees wurde am 8. Mai 1998 eine Büste zu Ehren des Varazdat in der Internationalen Olympischen Akademie in Olympia aufgestellt. Der Bildhauer der Büste ist Levon Tokmajyan.